# Fannia krimensis
Fannia krimensis är en tvåvingeart som beskrevs av Ringdahl 1934. Fannia krimensis ingår i släktet Fannia och familjen takdansflugor. Inga underarter finns listade i Catalogue of Life.